# Закон Майла Мерфі
«Закон Майло Мерфі» або «Закон Майла Мерфі» (англ. Milo Murphy's Law) — мультсеріал від творців «Фінеаса і Ферба», Дена Повенмаєра і Джеффа Марша, який транслювався з 3 жовтня 2016 до 18 травня 2019 року у США на телеканалі «Disney XD».
Сюжет розповідає про Майло Мерфі, який є потомком Едварда Мерфі — того, що створив закон, в якому говориться «якщо може статися щось погане, то воно обов'язково станеться».

## Сюжет
Головний герой — чотирнадцятирічний Майло Мерфі — правнук пана Мерфі, що сформував однойменний закон, який свідчить: «Якщо може статися щось погане, то воно обов'язково станеться». Майло постійно потрапляє в пригоди і невдачі і кожного разу завдяки своєму великому оптимізму знаходить вихід з них, обернувши невдачу в удачу і вичавивши з поганої ситуації все хороше, що в ній може бути. У нього є двоє друзів — Мелісса Чейз і Зак Андервуд. Компанію головним героям складає чотириногий улюбленець — пес Пусик (англ. Diogee). Головним негативним персонажем є Еліот Декер, який будує підступи для Майло і його друзів.

## Основні персонажі
- Майло Мерфі (англ. Milo Murphy) — головний герой, який через свої невдачі, вічно потрапляє в небезпеку зі своїми друзями. Успадкував свою невезучість від батька, але при цьому примудряється залишатися оптимістом, оскільки постійно знаходить вихід з біди. Він постійно носить з собою рюкзак, де, завжди є те, що йому потрібно для будь-якої ситуації.
- Зак Андервуд (англ. Zack Underwood) — новий хлопець у Свамп-сіті. Незважаючи на прагнення до спокійного життя, він одразу стає кращим другом Майло і Мелісси. Він грає у футбольній команді. Також він боїться риб.
- Мелісса Чейз (англ. Melissa Chase) — подруга Майло, яка дружить з ним, незважаючи на його невезучість. Розумна і спокійна.
- Пусик (англ. Diogee) — пес Майло, якому він постійно каже: «Іди додому!»
- Мартін Мерфі (англ. Martin Murphy) — батько Майло. Як і його син, він привертає неприємності до себе. Він працює інспектором з безпеки Свамп-сіті, в основному через те, що, коли він поруч, непередбачені обставини безпеки доведені до межі.
- Бріджетт Мерфі (англ. Brigett Murphy) — мати Майло, архітектор.
- Сара Мерфі (англ. Sarah Murphy) — сестра Майло. Як і її брат, теж фанатка «Доктора Зона». Любить свого брата, незважаючи на його невезучість.
- Місіс Муравські (англ. Miss Murawski) — вчителька з фізики. Обожнює виготовлений нею стіл.
- Аманда Лопез (англ. Amanda Lopez) — учениця у класі, де вчиться Майло, перфекціоністка. Вона подобається Майло.
- Бредлі Ніколсон (англ. Bradley Nicholson) — песимістичний учень. Злий через те, що Майло у школі приділяють більше уваги, ніж йому. Цікавий факт: цей персонаж — повна протилежність Фінеаса Флінна, якого також озвучував Вінсент Мартелла у мультсеріалі «Фінеас і Ферб».
- Морт Шейффер (англ. Mort Schaeffer) — суворий учень в класі Майло. Він — друг Бредлі, хоч і роздратований його зарозумілістю. Завжди мирний з Майло.
- Елліот Декер (англ. Elliot Decker) — Пересічний шкільний охоронець. Він взяв на себе обов'язок захищати місто від Майло, тому часто заважає людям, але, особливо, Майло. На зворотному боці його знака «STOP» є напис «MILO».
- Вінні Дакота і Бальтазар Кевендіш (англ. Vinnie Dakota and Balthazar Cavendish) — агенти з майбутнього, яким доручено запобігти зникненню фісташок. Через Майло їх постійно переслідують невдачі.
- Саванна (англ. Savannah) — агент подорожі в часі, в яку закоханий Вінні.
- Брік (англ. Brick) — інший агент подорожі в часі, напарник Савани.

## Озвучування і дубляж
Українською мовою мультсеріал дубльовано студією «1+1» на замовлення компанії «Disney Character Voices International» 2019 року.
| Персонаж                         | Озвучування            | Дубляж                                            |
| Головні персонажі                | Головні персонажі      | Головні персонажі                                 |
| -------------------------------- | ---------------------- | ------------------------------------------------- |
| Майло Мерфі                      | «Дивний Ел» Янковик    | Кирило Сузанський                                 |
| Зак Андервуд                     | Мекай Куртіс           | Павло Скороходько                                 |
| Мелісса Чейз                     | Сабріна Карпентер      | Юлія Перенчук                                     |
| Другорядні персонажі             |                        |                                                   |
| Пусик                            | Ді Бредлі Бейкер       | —                                                 |
| Мартін Мерфі                     | Дідріх Бадер           | Дмитро Рассказов-Тварковський                     |
| Бріджетт Мерфі                   | Памела Адлон           | Олена Яблочна                                     |
| Сара Мерфі                       | Кейт Мікуцці           | Аліса Гур'єва                                     |
| Місіс Муравські                  | Сара Чок               | Олена Узлюк, Ніна Касторф                         |
| Елліот Декер                     | Крістіан Слейтер       | Дмитро Завадський, Андрій Альохін (вокал)         |
| Аманда Лопез                     | Кріссі Фіт             | Анна Дончик                                       |
| Бредлі Ніколсон                  | Вінсент Мартелла       | Олександр Солодкий                                |
| Морт Шейффер                     | Ґреґ Ціпес             | Дмитро Рассказов-Тварковський                     |
| Доктор Зон/Ортон Малсон          | Джемайн Клемент        | Олесь Гімбаржевський/Євген Пашин (1965, 2175 рік) |
| Вінні Дакота                     | Ден Повенмаєр          | Андрій Федінчик                                   |
| Бальтазар Кевендіш               | Джефф Свомпі Марш      | Андрій Альохін                                    |
| Кріс                             | Елісон Стоунер         | Анастасія Жарнікова-Зіновенко                     |
| містер Блок (голова «ВІДПАДу»)   | Марк Гемілл            | Олександр Погребняк, Михайло Жонін                |
| містер Блок                      | Марк Гемілл            | Ярослав Чорненький                                |
| Кайл Драко                       | Майкл Кульрос молодший | Ярослав Чорненький                                |
| Скотт                            | Скотт Петерсон         | Ярослав Чорненький                                |
| Джав'єр                          | Кленсі Браун           | Олег Лепенець                                     |
| Джекі                            | Аріель Вінтер          | Катерина Брайковська                              |
| Саванна                          | Мінг-На Вен            | Катерина Сергєєва                                 |
| Брік                             | Бретт Далтон           | Андрій Твердак                                    |
| Диктор                           | —                      | Андрій Твердак                                    |
| Персонажі із м/с «Фінеас і Ферб» |                        |                                                   |
| Гайнц Дуфеншмірц                 | Ден Повенмаєр          | Дмитро Завадський                                 |
| Фінеас Флінн                     | Вінсент Мартелла       | Віктор Григор'єв                                  |
| Ферб Флетчер                     | Девід Ерріго-молодший  | Арсен Шавлюк                                      |
| Кендес Флінн                     | Ешлі Тісдейл           | Анастасія Жарнікова-Зіновенко                     |
| Ізабелла Ґарсіа-Шапіро           | Елісон Стоунер         | Єлизавета Зіновенко                               |
| Бальджит                         | Молік Пенчолі          | Ніна Касторф                                      |
| Б'юфорд Ван Стормм               | Боббі Ґейлор           | Олександр Погребняк                               |
| Френсіс Монограмм                | Джефф «Свомпі» Марш    | Євген Пашин                                       |
| Карл                             | Тайлер Манн            | Віктор Григор'єв                                  |
| Джеремі Джонсон                  | Мітчел Муссо           | Олександр Солодкий                                |
| Ванесса Дуфеншмірц               | Олівія Олсон           | Анна Дончик                                       |
| Норм                             | Джон Винер             | Юрій Кудрявець                                    |

А також: Максим Кондратюк, Андрій Соболєв, Михайло Тишин, Роман Чорний, Дмитро Терещук, Ірина Дорошенко, Катерина Буцька.

## Огляд серіалу
| Номер сезону | Кількість серій | Прем'єра у США | Закінчення у США | Прем'єра в Україні | Закінчення в Україні |
| ------------ | --------------- | -------------- | ---------------- | ------------------ | -------------------- |
| 1            | 20              | 3 жовтня 2016  | 2 грудня 2017    | 23 лютого 2019     | 15 березня 2019      |
| 2            | 20              | 5 січня 2019   | 18 травня 2019   | 27 серпня 2019     | 16 вересня 2019      |

## Виробництво
Прем'єрні серії «Going the Extra Milo» і «The Undergrounders» вперше було випущено безкоштовно в iTunes Store і Google Play 23 вересня 2016 року, до офіційної прем'єри 3 жовтня на «Disney XD».